# Suillus pictus
Suillus pictus är en svampart som först beskrevs av Peck, och fick sitt nu gällande namn av A.H. Sm. & Thiers 1964. Suillus pictus ingår i släktet Suillus och familjen Suillaceae.   Inga underarter finns listade i Catalogue of Life.

## Källor

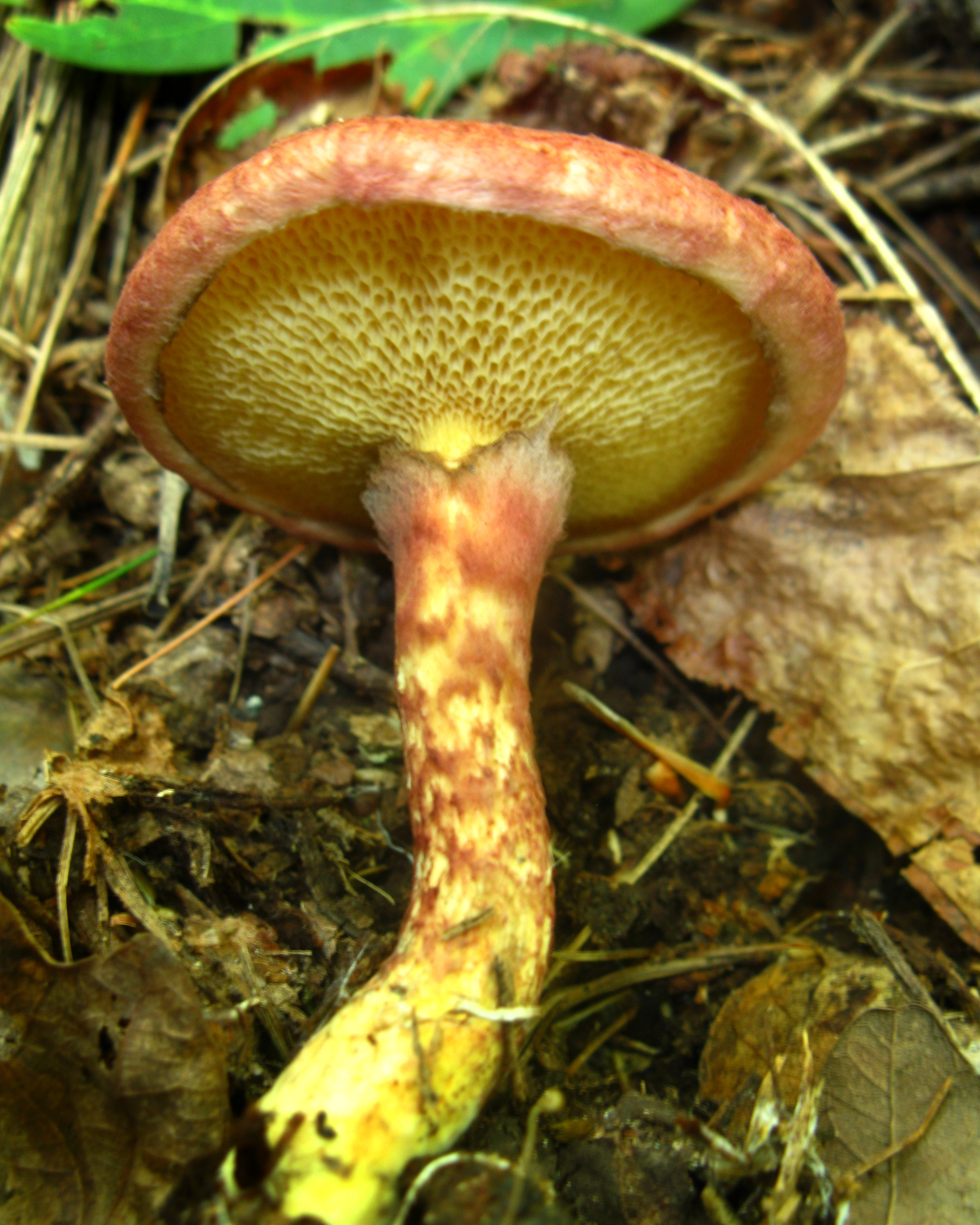
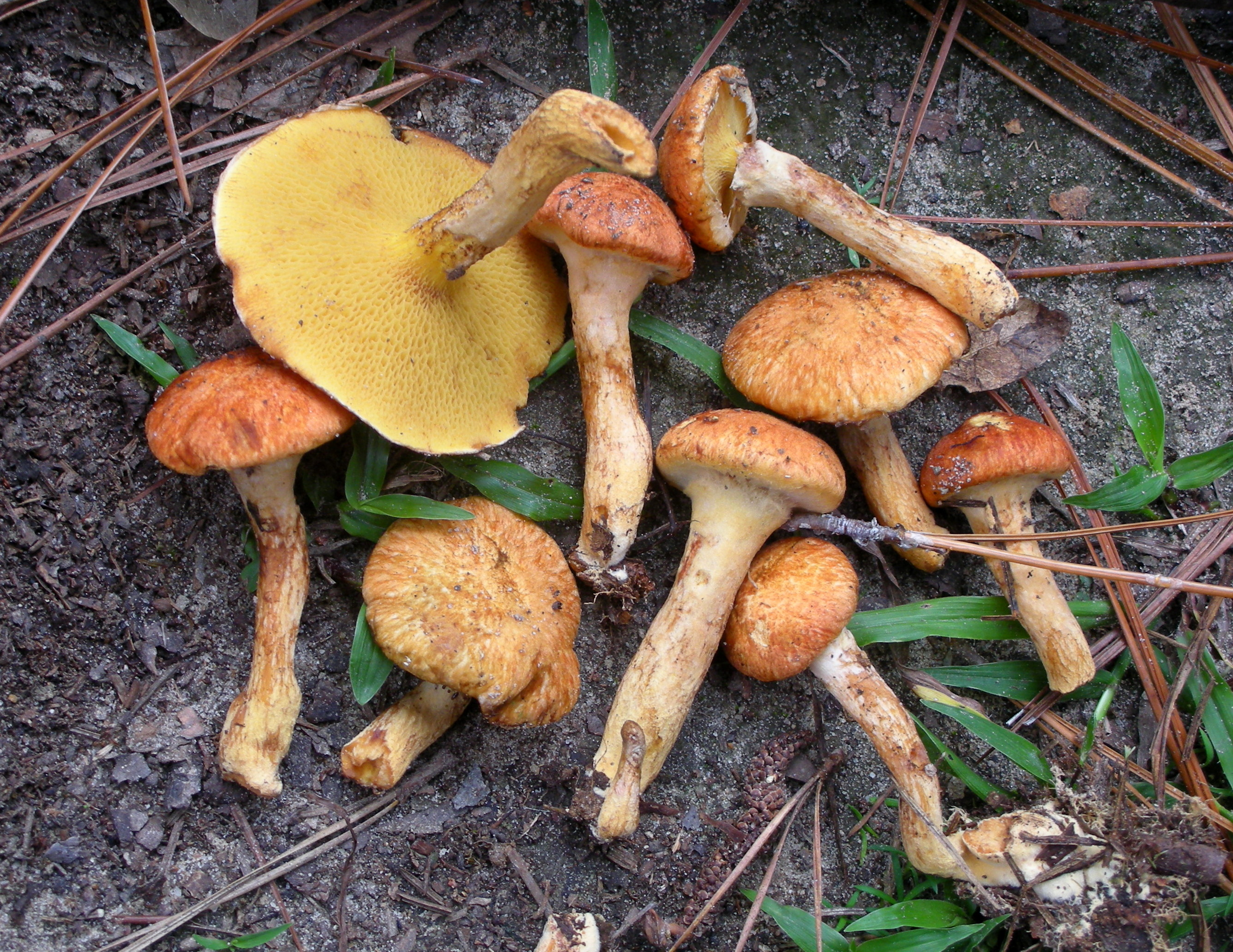
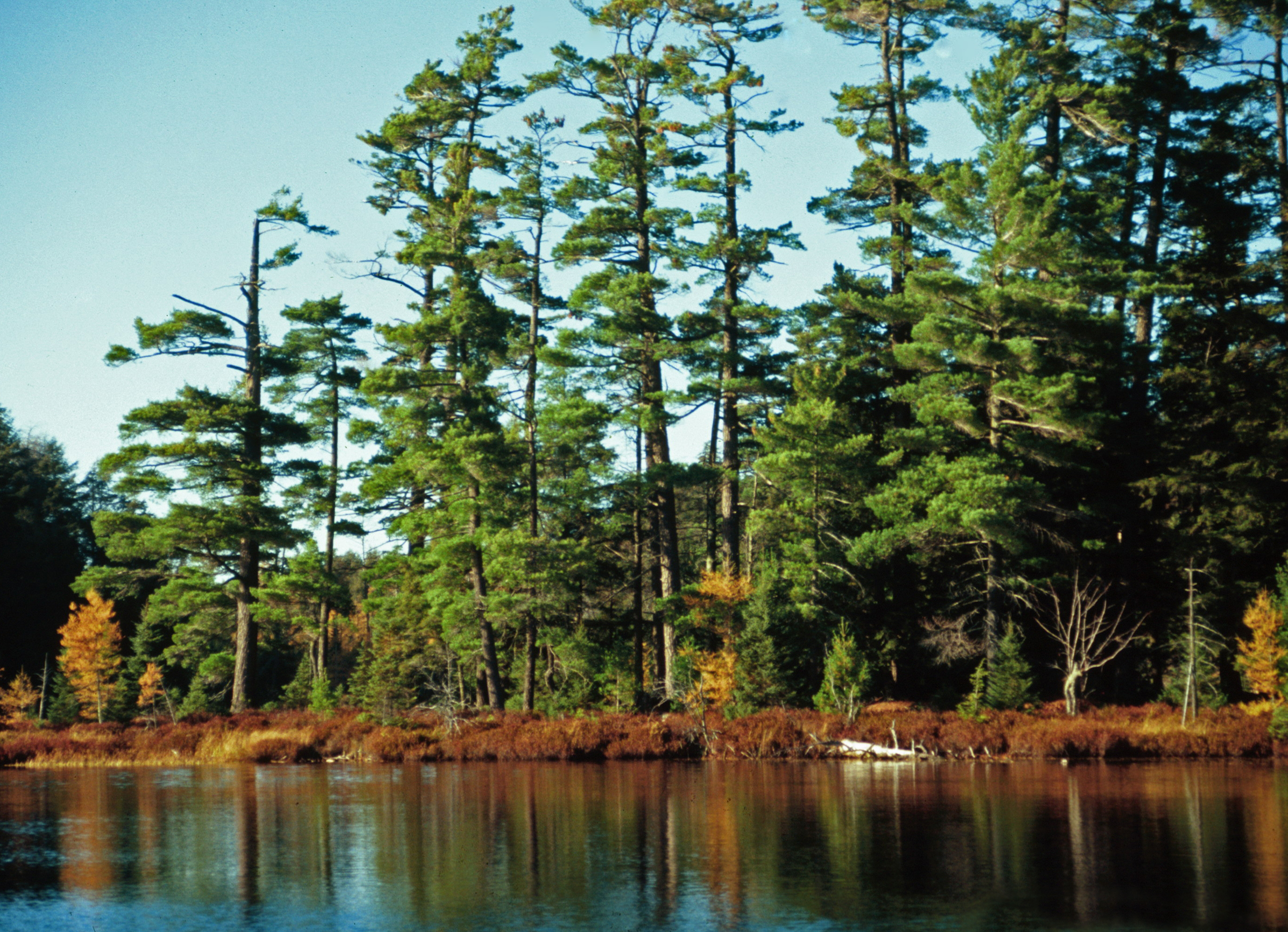
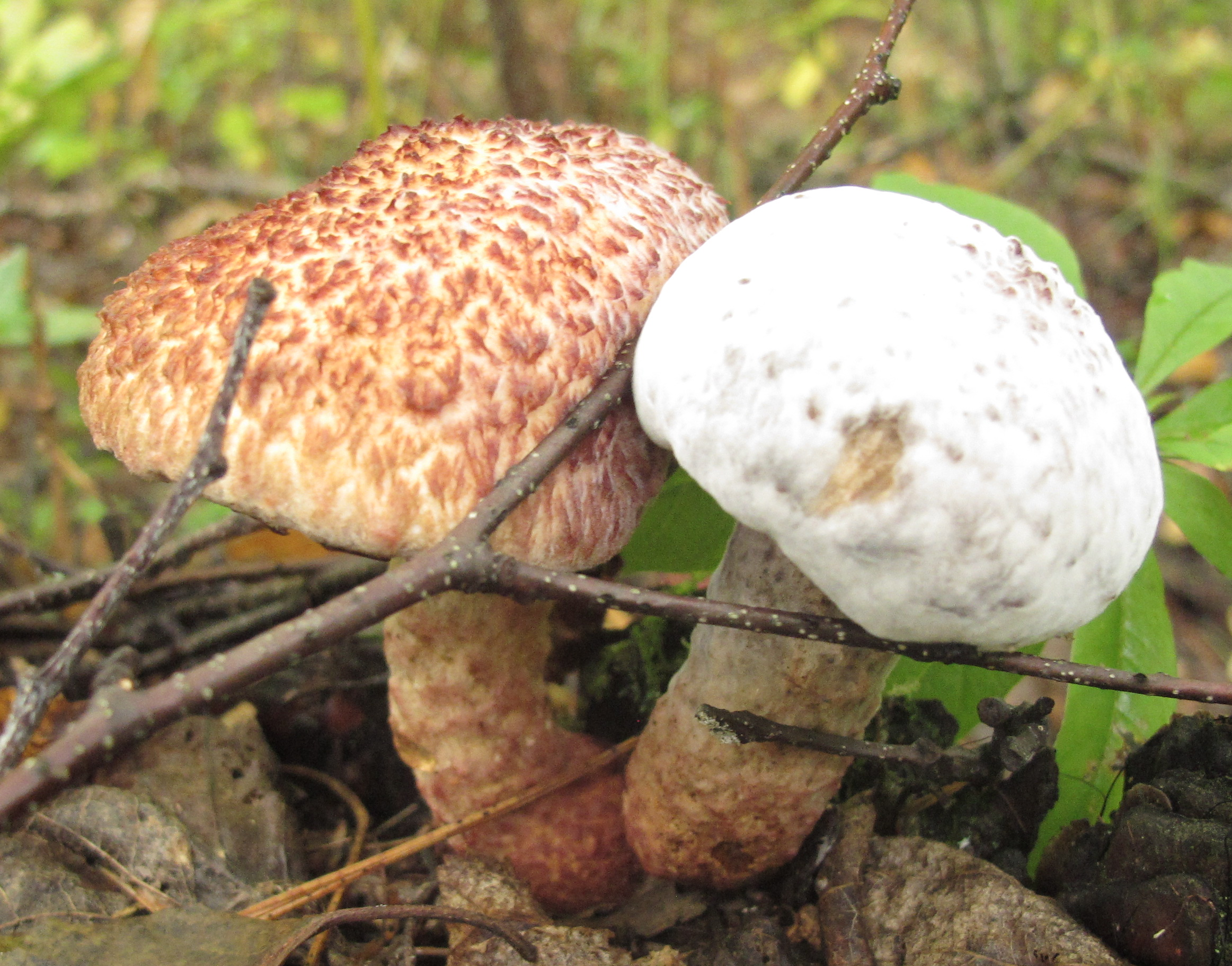